# Dendrobium okinawense
Dendrobium okinawense là một loài thực vật có hoa trong họ Lan. Loài này được Hatus. & Ida mô tả khoa học đầu tiên năm 1970.